# О-би, о-ба. Край на цивилизацията
„О-би, о-ба. Край на цивилизацията“ (на полски: O-bi, o-ba. Koniec cywilizacji) е полски научнофантастичен филм от 1985 година на режисьора Пьотър Шулкин.

## Сюжет
Внимание:  Текстът по-долу разкрива сюжета на произведението (или части от него)!
След глобална ядрена война, под купол, скрит в планините, са оцелели няколкостотин хора. Те живеят в ужасни условия в очакване на чудотворно избавление от космически Ковчег, който в действителност е просто измислица на групата упражняваща власт. Тълпата обаче живее с този мит и по различни начини се готви да придобие място в спасителния кораб. Междувременно обтегнатият купол е пред срутване. С укрепване на структурата се занимава Софт, който се готви да започне строителството на ковчега в съответствие с инструкциите, съдържащи се в Библията, но среща различни трудности.
Друг удар прави дупка в купола, така че той вече не може да бъде ремонтиран и в него прониква ослепителна светлина. Тълпата се хвърля към светлината, вярвайки, че оттам идва спасението.

## Актьорски състав
- Йежи Щур – Софт
- Кристина Янда – Геа
- Леон Немчик – добре поддържан
- Ян Новицки – инженер
- Марек Валчески – началник на Софт
- Кшищоф Майхжак – мъж във фризер
- Марюш Дмоховски – милионер
- Калина Йендрушик – съпруга на милионер
- Хенрик Биста – пълничък
- Адам Ференци – тъжен
- Ришард Котис
- Станислав Игар – занаятчия
- Марюш Беноит – лекар

## Награди
- 1985 г., Полски филмов фестивал – награда в категория най-добра сценография

## Номинации
- 1985 г., Златен лъв – Пьотър Шулкин